# Casa consistorial de Montilla
La casa consistorial de Montilla es un edificio histórico situado en el municipio español de Montilla, en la provincia de Córdoba. El recinto acoge la sede principal del Ayuntamiento de Montilla.

## Características
El edificio originalmente formó parte del antiguo Convento y Hospital de San Juan de Dios. En 1882 se estableció en su recinto una Audiencia de lo criminal; las obras fueron dirigidas por José R. Garnelo, construyéndose una nueva planta sobre las otras dos originales. El edificio cuenta con una fachada simétrica de inspiración neoclásica que cuenta, a su vez, con una portada centrada rematada y un reloj en la parte superior. En el interior destaca el patio cubierto con fuente y arcadas sobre columnas, en torno al cual se distribuyen las estancias interiores y otros patios secundarios.